# Therapne (stad)
Therapne (Oudgrieks: Θεράπνη), of Therapnai in het meervoud (Θεράπναι) was in de Proto-Geometrische periode een stad in Laconië met Minoïsche achtergronden. Het huidige Therapnes is de gemeente, die rond de 3000 inwoners telt, die het als archeologisch terrein heeft op de oostelijke oever van de Eurotas tegenover Vapheio. Therapne ligt een zevental kilometers ten zuiden van het oude Sparta.

## Oorsprong
In mythologische termen werd de oorsprong van de stad gezien in de bronnimf met de naam Therapne. Deze was een dochter van Lelex, en ook Castor en Pollux werden als daar geboren beschouwd. Volgens Benett is het mogelijk te infereren dat ook de latere cultus van Ares Theritas van "Lelegische" oorsprong was in deze regio onder sterke pre-Dorische invloed. Dat zou er kunnen op wijzen dat de mensen die deze cultus invoerden verwant waren met de Curetes van Aetolië en Acarnania. Dit verband zou ook worden versterkt door de connectie met de Dioscuri.

## Cultusplaats
Therapne was blijkbaar al heel vroeg een belangrijke inheemse pre-Dorische cultusplaats, zoals opgravingen hebben aangetoond. Vanouds werd Helena er als een natuurgodin vereerd.
Volgens de klassieke overlevering werden Helena van Troje en Menelaus in Therapne begraven. Voor beiden bestond er een altaar, zelfs een heroon (tempel gewijd aan de heroëncultus), en ze werden daar vereerd. De dichter Alcman maakt reeds melding van het heiligdom dat toen in de omgang het Menelaion werd genoemd.
Menelaion is de naam waaronder het gebouw in Therapne, uit de eerste dagen van
Griekenland, de laatste twee millennia bekendstaat Maar nog voor dit ‘Menelaion’ stond daar in de 8e eeuw v.Chr. een gebouw dat “Της Ηελενης Ηιερον” (Heiligdom van Helena) genoemd werd en in de 5e eeuw v.Chr. herbouwd is. Pausanias beschrijft ook de bron bij deze Helenatempel op de Therapneheuvel in Sparta, en een andere nabij het heiligdom van "Bruid Aphrodite" ontstaan naar aanleiding van haar vereniging van Helena met Theseus.
De Tiende Nemeïsche ode van Pindarus (v. 106) vermeldt tevens de aanwezigheid van een cultus voor de Dioscuren, de tweeling Castor en Pollux die als bewakers van Helena werden beschouwd.
In Therapne kwamen later de Efeben van Sparta een hond offeren ter ere van Ares Enyalios. Volgens Bennett is het mogelijk dat het ook hier om een pre-Dorische cultus bij "het oudste heiligdom voor Ares" gaat..
Tryphiodorus schreef anno 300 nog "De nimf van Therapne", over de schaking van Helena.

## Therapne in de Klassieke periode
In de Klassieke periode (ca. 500–323 v. Chr) torende een negen meter hoog beeld van Apollon hier van boven de cultusplaats op de westelijke oever in Amýklai uit. Er waren ter ere van deze tweelingbroer van Artemis alfresco festivals zoals de Hyakinthia, die sterke overeenkomsten vertonen met de Heleneia, het festival gewijd aan de oergodin Helena.
Ook bevond zich in de Klassieke periode op de weg die van Sparta over de Eurotas naar Therapne leidde een tempel voor Ares Theritas, met daarin een beeld waarvan men zei dat de Dioscuri het nog uit Colchis vandaan hadden gehaald.

## Archeologische vondsten

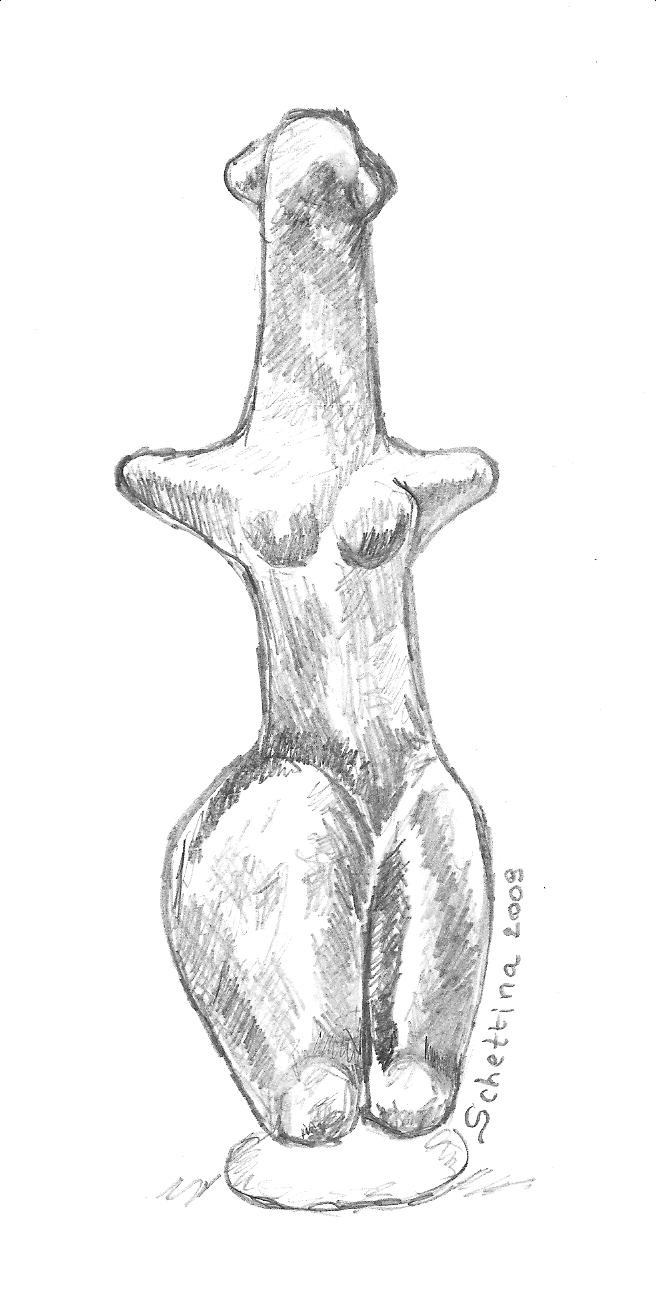
Een figurine

Een driehonderdtal terracotta figurines, grotendeels van vrouwen, ook te paard, zijn inmiddels in Therapne opgegraven, met daarbij ook bronzen en ijzeren fibulae, (kleerspelden). De vondst van deze votiefoffers bevestigt het bestaan van een cultus uit de Geometrische periode, die aanhield tot de 4e eeuw v.Chr.